# Remedios Varo
Varo Uranga Remedios (16 tháng 12 năm 1908 - 8 tháng 10 năm 1963) là một họa sĩ siêu thực. Bà sinh ra ở Anglés Cataluủa, Tây Ban Nha vào 1908 và chết bởi một cơn đau tim tại thành phố Mexico vào 1963. Trong thời gian nội chiến Tây Ban Nha, bà chạy trốn tới Paris, chính là nơi bà bị ảnh hưởng bởi chủ nghĩa siêu thực. Bị sự đày ải ở Paris trong thời gian Đức Quốc xã chiếm đóng nước Pháp, đến cuối năm 1941 Remedios Varo chuyển đến thành phố Mexico. Ban đầu bà chỉ định trú ẩn ở đó tạm thời, những rồi Remedios Varo đã ở lại đây cho tới cuối đời.
Tại Mexico, Remedios Varo đã gặp những nghệ sĩ như Frida Kahlo và Diego Rivera. Tuy nhiên, bà quan hệ chủ yếu với những người lưu vong khác và có một tình bạn khác thường với họa sĩ người Anh Leonora Carrington. Mối giao thiệp cuối cùng của bà là với Walter Gruen, một người Úc từng ở trong những trại tập trung trước khi thoát khỏi châu Âu. Gruen rất tin vào Varo và đã hỗ trợ để Varo có thể hoàn toàn tập trung vào hội họa.
Sau 1949, Varo đạt tới độ chín của tài năng và định hình phong cách. Năm 1963, Varo chết khi đang ở đỉnh cao sự nghiệp.

## Tác phẩm
- 1935 El Tejido de los Sueños
- 1942 Gruta Magica
- 1947 Paludismo (Libélula)
- 1947 El Hombre de la Guadaña (Muerte en el Mercado)
- 1947 La Batalla
- 1947 Wahgwah
- 1947 Amibiasis o los Vegetales
- 1955 Useless Science or the Alchemist Lưu trữ ngày 9 tháng 4 năm 2008 tại Wayback Machine
- 1955 Ermitaño meditando Lưu trữ ngày 9 tháng 4 năm 2008 tại Wayback Machine
- 1955 La Revelacion o el Relojero
- 1955 Trasmundo
- 1955 El Flautista
- 1955 El Paraíso de los Gatos
- 1956 Cazadora de Astros Lưu trữ ngày 10 tháng 3 năm 2007 tại Wayback Machine
- 1956 To the Happiness of Women
- 1957 Creation of the Birds
- 1957 Women’s Tailor
- 1957 Caminos Tortuosos
- 1957 Reflejo Lunar Lưu trữ ngày 14 tháng 3 năm 2007 tại Wayback Machine
- 1957 El Gato Helecho
- 1958 Celestial Pabulum
- 1959 Exploration of the Source of the Orinoco River
- 1959 Catedral Vegetal
- 1959 Encounter
- 1960 Woman Leaving the Psychoanalyst Lưu trữ ngày 20 tháng 9 năm 2008 tại Wayback Machine
- 1960 Visit to the Plastic Surgeon’s
- 1961 Vampiro
- 1961 Embroidering the Earth’s Mantle[liên kết hỏng]
- 1962 Vampiros Vegetarinos
- 1962 Fenomeno
- 1962 Spiral Transit
- 1963 Naturaleza Muerta Resucitado
- 1963 Still Life Reviving Lưu trữ ngày 9 tháng 4 năm 2008 tại Wayback Machine